# Кім Ламарр
Кім Лама́рр (англ. Kim Lamarre; нар. 20 травня 1988, Капіталь-Насьйональ, Квебек, Канада) — канадська фристайлістка. Бронзова призерка зимових Олімпійських ігор 2014 року.
Срібна призерка Європейських зимових екстремальних ігор 2011 року з слоупстайлу.